# بيرسيفال ستيفنسون
بيرسيفال ستيفنسون (بالإنجليزية: Percival Stephenson)‏ هو قسيس نيوزيلندي، ولد في 5 مايو 1888، وتوفي في 29 مايو 1962.